# Адрик
Адрик (енгл. Adric) измишљени је лик у британској научнофантастичној телевизијској серији Доктор Ху, кога је тумачио Метју Вотерхаус. Био је млад домордац планете Алзаријус која постоји у паралелном универзуму Е-простора. Адрик је био сапутник Четвртог и Петог Доктора и један од главних ликова у серији од 1980. до 1982. године и појавио се у 11 прича (40 епизода). Име Адрик је анаграм изведен од презимена физичара Пола Дирака.

## Историја лика
Адрик се први пут појављује у серијалу Четвртог Доктора Пун круг. Покушавајући да побегне од заблуде која прети његовој заједници, он наилази и проналази уточиште у ТАРДИС-у који је увучен у Е-простор преко појаве налик црвоточини познате као наелектрисано вакуумско дело. Склања се када су Доктор, Романа и К9 Генерације II напустили Алзарију и постаје пратилац у следећем серијалу Стање распада, пратећи их у остатку њихових пустоловина у Е-простору. Он остаје са Доктором када су Романа и К9 отишли и ТАРДИС проналази пут назад у свој универзум.
Са сјајним математичким умом и носећи значку у облику звезде за математичку изврсност, Адрик је добро свестан сопствене интелигенције. Ово, заједно са његовом местимично незрелошћу, доводи до личности која је абразивна и повремено прелази у надменост. Због тога је један од најмање популарних, или чак „најомраженијих“, Докторових сапутника међу обожаваоцима програма. Међутим, Адрик такође тражи потврду од Доктора и оних око њега и често је повређен и озлојеђен ако осећа да је по страни или не може да допринесе. Као Алзаријанац, Адрик је припадник високо прилагодљиве врсте, теоретски способан да генетски еволуира како би одговарао било ком окружењу, иако није познато да ли је његов подсој способан за то. Познато је да има нељудски брзу брзину зарастања, али не у мери у којој може да регенерише ампутиране делове тела.
Адрик је био присутан када је током догађаја у Логополиса Четврти Доктор пао са радиотелескопа пројекта Фарос и регенерисао се у своју пету инкарнацију. Он наставља да путује ТАРДИС-ом заједно са новим сапутницама Нисом и Теган, али се његова путовања завршавају у Земљотресу када је покушао да спречи да се теретни брод који контролишу Киберљуди сруши на Земљу. Контроле за навођење су закључане логичким кодовима, а Адрик улази у решење последњег кода када је рачунар уништио Киберчовек на самрти. Он гине у несрећи док његови чланови посаде ужаснуто гледају на ТАРДИС екрану. Његове последње речи пре него што га је убио прасак су „Сада никада нећу знати да ли сам био у праву“. Адрик умире не знајући да ће теретњак који је покушавао да заустави постати „метеор“ који ће збрисати диносаурусе и довести до пораста сисара и на крају људи (видети догађај изумирања из кредно–палеогенског раздобља и хипотезу Алварез).
Адрикова смрт дубоко погађа његове сапутнике. У Временском лету, Теган покушава да убеди Доктора да се врати у прошлост и спасе га, али Доктор одбија да прекрши законе времена, иако га то очигледно боли. У покушају да спречи Нису и Теган да путују даље, Ксерафин покушава да искористи привид о Адрику, говорећи да ће га убити ако буду путовали даље. Прозрели су превару када су схватили да Адрик још увек носи своју значку (коју је Доктор уништио да би убио Кибервођу) и путују даље, дајући Адрику још једну привидну сцену смрти. Адрик се такође појављује као халуцинација на крају Пећина Андронзанија, а његово име је последња реч коју је Пети Доктор изговорио пре него што се регенерисао у Шестог.
Неколико деценија касније у Моћи Доктора, Теган ради на помоћи UNIT-у да се избори са најездом Киберљуди. Пројекција вештачке интелигенције Тринаесте Докторке се појављује пре него што је преузмела облик Петог Доктора. Њих двоје се мире, а Доктор уверава Теган да није заборавио ниједног од својих сапутника. Теган пита шта Доктор мисли да јој је на уму када је окружена Киберљудима. „Адрик“, одговара Доктор.

## Појављивања у другим медијима
Адрикво једино појављивање у низу Невиних несталих пустоловина било је у роману Ленса Паркина Хладна фузија током којег упознаје Седмог Доктора који се срдачно односио према њему упркос негодовању будућег Доктора према себи у прошлости, а његова сапутница Роз упоређује Докторову интеракцију са Адриком са дедом који прави комплимент унуку. Адрик се такође појављује у роману Подељене оданости Ранијих Докторових пустоловина који супротставља Доктора против његовог старог непријатеља Небеског творца играчака. Адрикова слика се такође појављује као испољавање Докторове кривице у роману Невиних нових пустоловина Црвоточина: Откровење Пола Корнела, а дух Адрика се појављује у роману Царство смрти Дејвида Бишопа.
Адрик се појављује у аудио драми продукције "Big Finish" Дечак кога је време заборавило где га тумачи Ендру Сакс. У причи, он је ненамерно спашен од стране рачунарског блокирања преноса који му је подсвесно послао Доктор током 'сеансе'. Ово је довело до тога да буде послат у џепну величину засновану на астечкој џунгли и насељену првенствено огромним шкорпијама и инсектима. Одржаван у животу вековима захваљујући прорачунима, Адрик се на крају поново уједињује са Доктором и Нисом када су тражили ТАРДИС пошто га је украо Томас Брустер („Прогон Томаса Брустера“). Излуђен вековним одвајањем и горчином, Адрик одбија да прихвати Докторово мишљење да је он сада у суштини само старији тинејџер који има нападе беса када му не иде на руку и покушава да натера Нису да постане његова невеста. Доктор признаје да је дозволио Адрику да умре, али му Адрик прашта и користи последњу снагу да пошаље своје пријатеље кући и поврати ТАРДИС пре него што је сам умро.
У стрипу Доктор Ху: Заборављени Тонија Лија у издаваштву "ИДВ", испољавање Адрика појављује се у ТАРДИС матрици, спашавајући живот Десетом Доктору у зоку чега умире по други пут. Овога пута, међутим, Адрик је свестан своје жртве, наводећи да "није бесмислена смрт".
Адрик се појављује у Ван васионе: Доктор Ху Чаролија: Окупљања као „Адрик, математички геније“. Он је идентификован као човек, а карта се односи на његову „коначну жртву“.

## Друга помињања
Визија Адрика је виђена заједно са сваким другим пратиоцем осим Лиле на екрану скенера у Васкрснућу Далека.
О Адриковој смрти говорили су старија Теган и холограмска пројекција Петог Доктора у „Моћи Доктора“ пошто се она поново срела са Киберљудима.
Адрикову смрт помиње Петнаести Доктор у специјалима поводом 60. годишњице док он и Четрнаести Доктор разговарају о одласку четрнаестог у пензију.

## Концепт и стварање
Током продукције осамнаесте сезоне Доктора Хуа постало је јасно да ће Романа (Лала Вард) и К9 напустити серију и Том Бејкер улогу Доктора на крају сезоне. Да би се гледаоцима пружио осећај континуитета, одлучено је да се током серије уведу нови пратиоци, с тим да се први дода Адрик што је пре могуће како би се добро успоставио до врхунца сезоне. Продуцент Џон Нејтан-Тарнер га је описао као „космичког вештог Доџера“ који је намеравао да буде „подметни грубијан“ чије би чари неутралисале злочиначке склоности које су произашле из његовог одрастања. Међутим, Вотерхаус је касније приметио да је Адрик у свакој причи написан другачије и да је лик патио од недостатка развоја.
Незадивљен Вотерхаусовим глумачким способностима, Том Бејкер је предлагао да је, „Због свог невероватног изгледа, Метју требало да игра Адрика као Сабуа – малог дивљег дечака који не може да говори. Разговарао бих с њим као што Базил Фолти разговара са Мануелом, а он би само климнуо или одмахнуо главом, али Џону [Нејтан-Тарнеру] се није допала та идеја. Ендру Сакс који је играо Мануела касније је глумио Адрика у једној причи за продукцију "Big Finish".